# 斜纹猫蛛
斜纹猫蛛（学名：Oxyopes sertatus）为猫蛛科猫蛛属的动物。分布于日本、朝鲜、台湾岛以及中国大陆的北京、辽宁、上海、江苏、浙江、安徽、福建、江西、山东、湖北、湖南、广东、四川、陕西等地，常栖息于灌木丛、草丛以及农田。该物种的模式产地在日本。